# 東関庄助
東関 庄助（あずまぜき しょうすけ、1824年 - 1885年7月10日）は、現在の栃木県足利市（下野国安蘇郡）出身で東関部屋に所属した力士。本名は東関 庄助（旧名は不明）。5代東関。身長、体重不明。最高位は東関脇。

## 経歴
東関部屋に入門し、1846年11月初土俵を踏む。当時は4代目東関であったが、3代東関は本人と同じく下野国安蘇郡（現在の佐野市）出身の元前頭・東関勝五郎であった。1862年11月に入幕を果たし、以来17場所幕内を務める。1868年には小結に、1870年4月に関脇に昇進、11月は二枚鑑札の関脇であったが、この場所限りで力士を引退した。不動明王のような顔付きをしていたという。また、二枚鑑札前の四股名は嶌田川又吉で、のちに弟子で6代東関の嶌田川儀兵衞が名乗った。

## 成績
- 幕内17場所58勝51敗36休21分2預[2]

## 改名
小嶌川→嶌田川又吉→東関庄助